# Песков Олександр Васильович
Олександр Васильович Пєсков (рос. Александр Васильевич Песков; 19 травня 1965, Сизрань, Куйбишевська область, РРФСР, СРСР) — радянський і  російський актор театру і кіно. Лауреат театральної та кінопремій.
Фігурант бази даних центру «Миротворець»: свідоме порушення державного кордону України при в'їзді на територію окупованого Росією Криму.

## Біографічні відомості
Народився в родині військовослужбовця 19 травня 1965 в м. Сизрань. Закінчив Театральну Школу-студію МХАТ (1987, майстерня В. Богомолова).
Цього року 2025 буде вже виповниться 60-й ювілей.

## Фільмографія
- 1987 : Дзеркало для героя — міліціонер Рябенко

У кіно зіграв понад дев'яносто ролей, у тому числі в українських фільмах:
- «Івін А.» (1990, Івін)
- «Америкен бой» (1992, Ник Маккен, Приз фестивалю «Стожари-95»)
- «В тій царині небес», «Обітниця» (1992)
- «Гладіатор за наймом» (1993)
- «Поїзд до Вгоокііп» (1994) та інших.